# Thelypteris peradenia
Thelypteris peradenia är en kärrbräkenväxtart som beskrevs av Alan Reid Smith. Thelypteris peradenia ingår i släktet Thelypteris och familjen Thelypteridaceae. Inga underarter finns listade.